# Kathismakerk
De Kathismakerk (Grieks Kathisma - κάθισμα betekent stoel, zetel) was een kerk, gelegen op de weg tussen Jeruzalem en Bethlehem. De kerk dankt haar naam aan Maria, die hier uitrustte voor zij naar Bethlehem trok om Jezus te baren. Thans zijn alleen nog de ruïnes over, die in 1992 herontdekt werden.
De kerk is een centraalbouw en heeft een octagonaal grondplan. De kerk is gebouwd rond 450 en was gewijd aan Maria Theotokos. Uniek aan dit bouwwerk was dat het in de 8e eeuw voorzien werd van een mihrab: een gebedsnis in de richting van Mekka. De kerk werd in die periode (ook) gebruikt als moskee.
De archeologische locatie is nu afgesloten en niet open voor het publiek. 
De kerk is gelegen vlak bij de Groene Lijn en valt binnen de gemeentegrens van (Oost-)Jeruzalem. Het terrein is eigendom van de Grieks-orthodoxe Kerk.